# Piotr Stachurski
Piotr Stachurski – polski duchowny adwentystyczny, członek Zarządu i Rady Kościoła Adwentystów Dnia Siódmego w RP, przewodniczący Diecezji Wschodniej ADS.

## Życiorys
Był między innymi duszpasterzem zboru w Podkowie Leśnej, pełnił również funkcję sekretarza Diecezji Południowej ADS. W 2015 podczas XXVI Zjazdu Diecezji Wschodniej Kościoła Adwentystów Dnia Siódmego został wybrany przewodniczącym Diecezji Wschodniej, zastępując na tej funkcji Mirosława Karaudę. Został członkiem Zarządu i Rady Kościoła Adwentystów Dnia Siódmego w RP. W 2018 podczas XXII Zjazdu Kościoła został ponownie wybrany w skład Rady Kościoła